# Duktig liten flicka
Duktig liten flicka (estniska: Seltsimees laps) är en estnisk dramafilm från 2018. Filmen utspelar sig främst 1950 och senare 1955, baserad på Leelo Tunglas böcker "Seltsimees laps ja suured inimesed" och "Samet ja saepuru ehk Seltsimees laps ja kirjatähed".

## Handling
En dag blir Leelos mamma Helmes anklagad för att vara en folkfiende och skickas i fängelse. Leelo har svårt att förstå varför och pappa vill inte riktigt säga när hon kommer hem igen.

## Medverkande
- Helena Maria Reisner – Leelo
- Tambet Tuisk – Feliks
- Eva Koldits – Helmes
- Juhan Ulfsak – Paul Varik
- Liina Vahtrik – moster Anne
- Lembit Peterson – farfar Robert
- Maria Klenskaya – farmor Minna Katariina
- Julia Aug – Ljudmila
- Maria Avdjuško – Makajeva
- Argo Aadli – Ratsasõidu Jaan
- Indrek Taalmaa – Farbror Artur
- Maarja Jakobson – moster Liilia
- Kadri Rämmeld – moster Iida

## Utmärkelser
- 2018 – Busan International Film Festival – Publikpris[9]
- 2018 – Waterloo Historical Film Festival – Grand Prize och Film Critics Award[10]
- 2018 – Storbritanniens filmfestival – Årets bästa långfilm[11]